# Wells (Nevada)
Wells és una població dels Estats Units a l'estat de Nevada. Segons el cens del 2000 tenia 1.346 habitants.

## Demografia
Segons el cens del 2000, Wells tenia 1.346 habitants, 525 habitatges, i 353 famílies La densitat de població era de 75,52 habitants per km².
Dels 525 habitatges en un 35,4% hi vivien nens de menys de 18 anys, en un 52,6% hi vivien parelles casades, en un 9,7% dones solteres, i en un 32,8% no eren unitats familiars. En el 28,8% dels habitatges hi vivien persones soles el 9,5% de les quals corresponia a persones de 65 anys o més que vivien soles. El nombre mitjà de persones vivint en cada habitatge era de 2,56 i el nombre mitjà de persones que vivien en cada família era de 3,14.
Per edats la població es repartia de la següent manera: un 29,3% tenia menys de 18 anys, un 7,6% entre 18 i 24, un 27,8% entre 25 i 44, un 25,0% de 45 a 64 i un 10,3% 65 anys o més.
L'edat mediana era de 35,7 anys. Per cada 100 dones hi havia 107,72 homes. Per cada 100 dones de 18 o més anys hi havia 106,51 homes.
La renda mediana per habitatge era de 35.870 $ i la renda mediana per família de 41.827 $. Els homes tenien una renda mediana de 31.250 $ mentre que les dones 20.852 $. La renda per capita de la població era de 16.835 $. Aproximadament el 8,6% de les famílies i l'11,9% de la població estaven per davall del llindar de pobresa.

## Poblacions més properes
El següent diagrama mostra les poblacions més properes.